# Trieces capensis
Trieces capensis là một loài tò vò trong họ Ichneumonidae.